# Skansen kolejowy w Pyskowicach
Skansen kolejowy w Pyskowicach – skansen taboru kolejowego utworzony w 1998 roku na terenie nieczynnego kompleksu wagonowni i lokomotywowni zlokalizowanego przy stacji Pyskowice z inicjatywy Towarzystwa Ochrony Zabytków Kolejnictwa i Organizacji Skansenów. Towarzystwo nieformalnie funkcjonowało już od 1993 r., jako grupa miłośników kolei z Polski i ich zagranicznych przyjaciół-inwestorów, w celu ratowania zabytkowego taboru. Jako pierwszą wyremontowano i przekazano do Stoomcentrum Maldegem lokomotywę Ol49-12.
W skansenie do tej pory zachowano kilkadziesiąt lokomotyw parowych, 11 lokomotyw spalinowych, ponad 20 wagonów towarowych i osobowych, tendry, dźwig kolejowy oraz elektryczny zespół trakcyjny EW90. Kolekcję parowozów wzbogaciły m.in. eksponaty z Łaz i likwidowanego skansenu w Krzeszowicach.

## Problematyka prawna
Od kilkunastu lat podejmowane są negocjacje władz skansenu z jednostkami rządowymi i samorządowymi w celu przejęcia na własność terenów należących do PKP PLK oraz PKP Nieruchomości i utworzenia w miejscu skansenu Górnośląskiego Muzeum Kolejnictwa

## Ważniejsze eksponaty
- parowozy: Ol49, TKh, TKp 4422, TKp 3409, TKt48-29, Pt47-50, Ty2-1292, Ty2-1312, Ty42-24 (sprawny), Ty43, Ty45-158; Ty45-125, Ty51-17[5]
- lokomotywy spalinowe: Kö 0130, 409Da-436, Ls40, Ls60, SM03, Ls300, LDH70, LDH18
- wagony Bhp, 94A, 110Ac (przechodzi naprawę)[10], elektryczny zespół trakcyjny EW90, dźwig EDK300

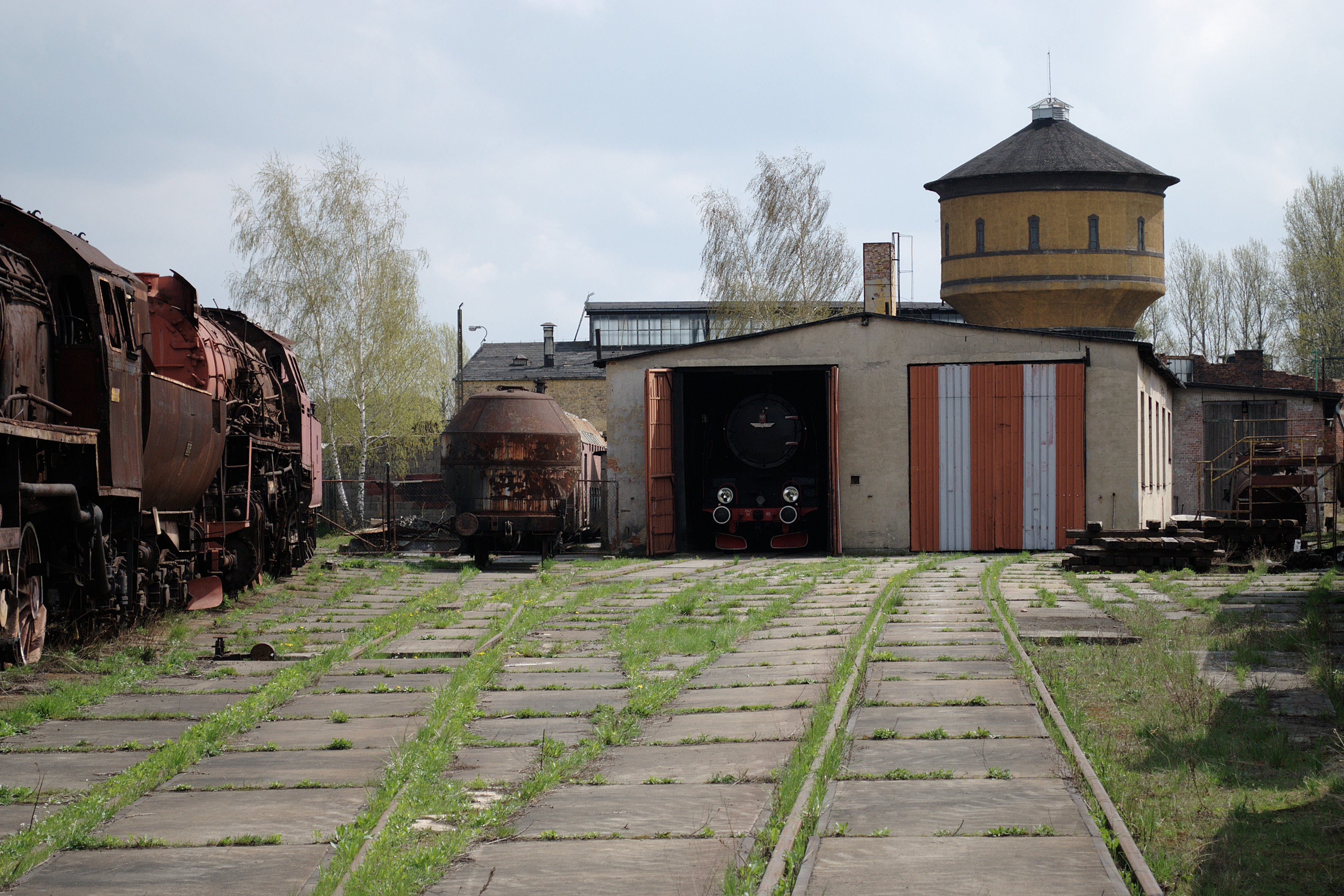
Dawna hala wagonowni.
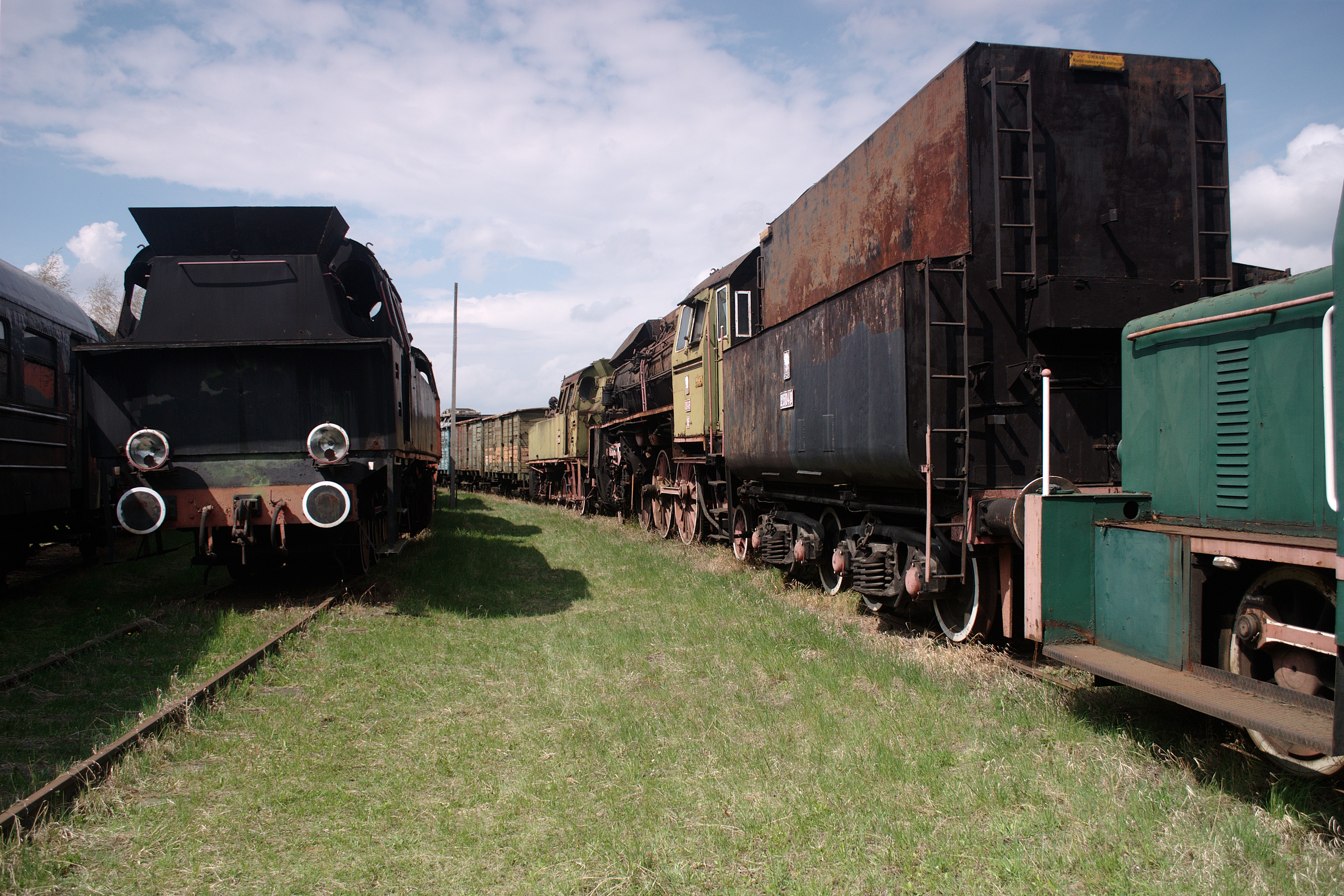
Kolekcja taboru kolejowego, na zdjęciu po lewej przedstawiciel serii TKp, po prawej SM03 oraz parowóz Ol49.
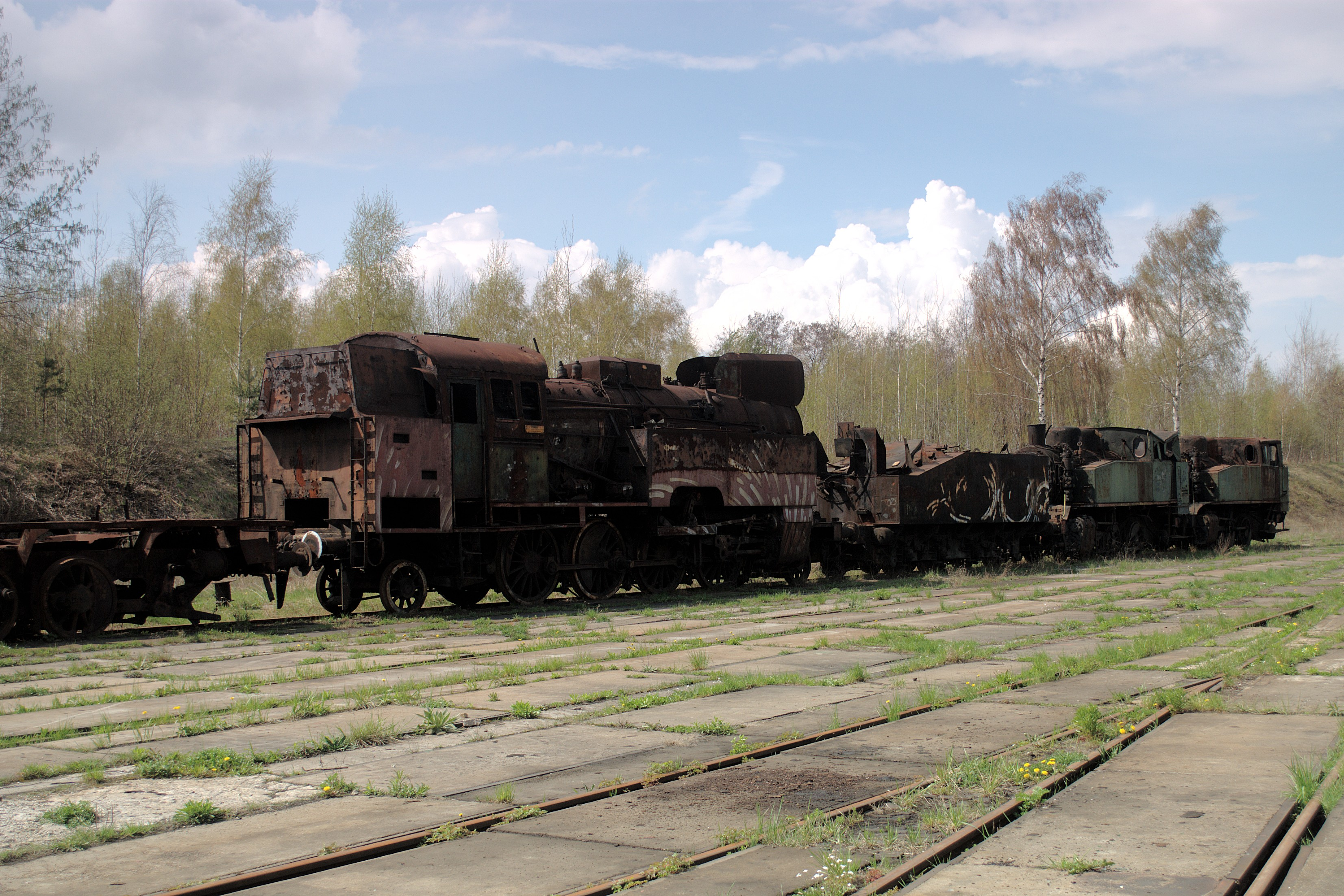
TKh Ferrum oraz TKt48
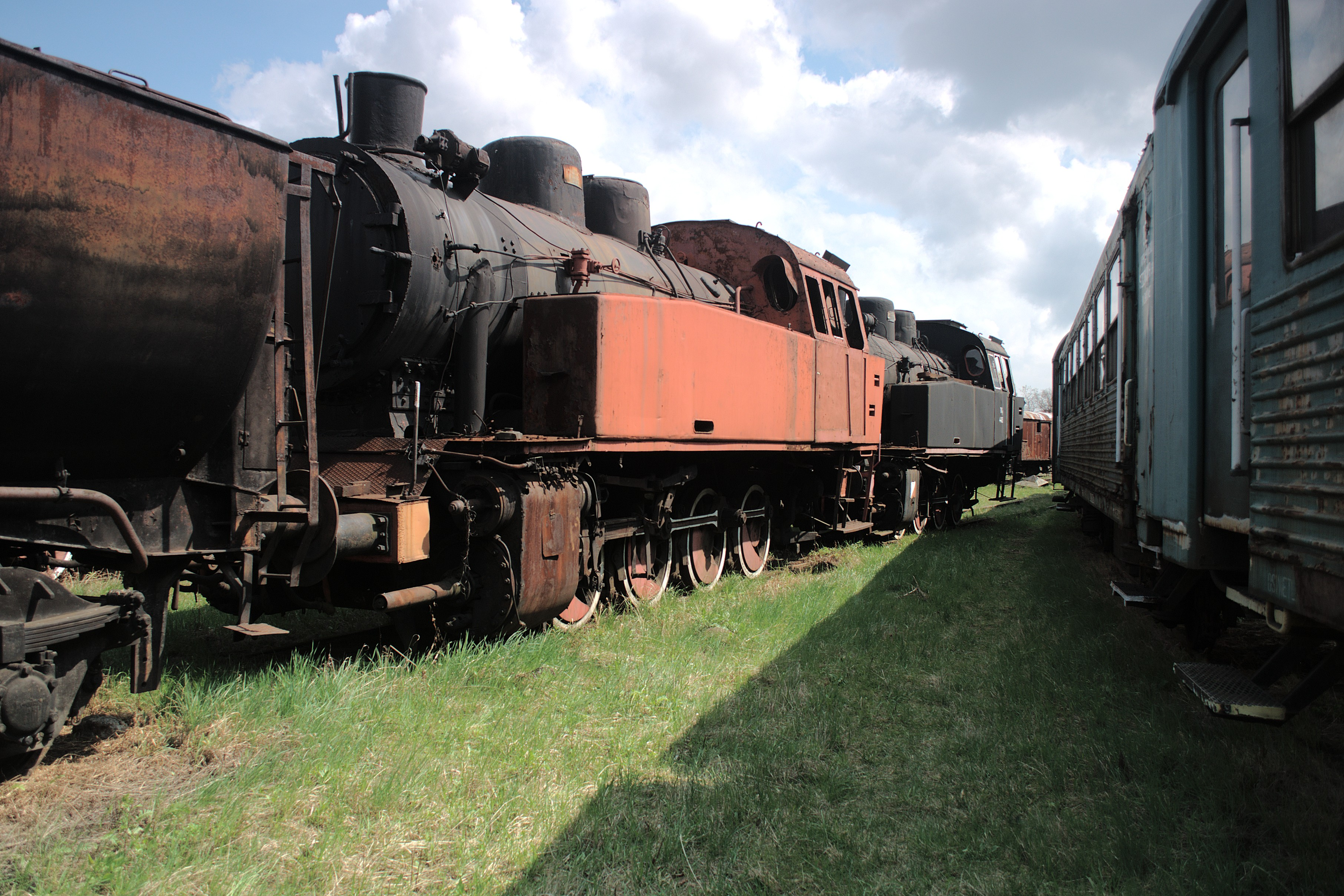
Kolekcja taboru kolejowego
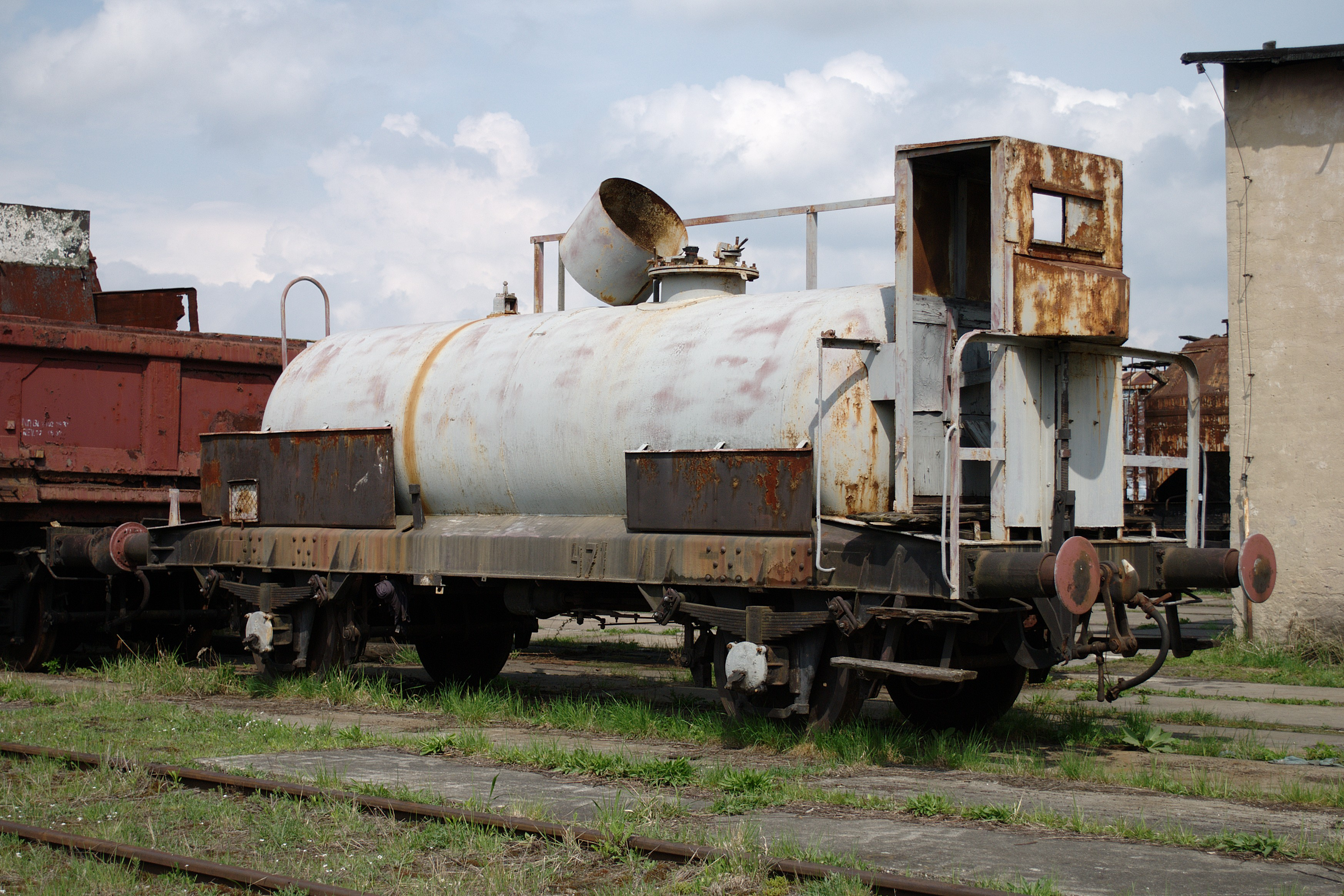
Kolekcja taboru kolejowego
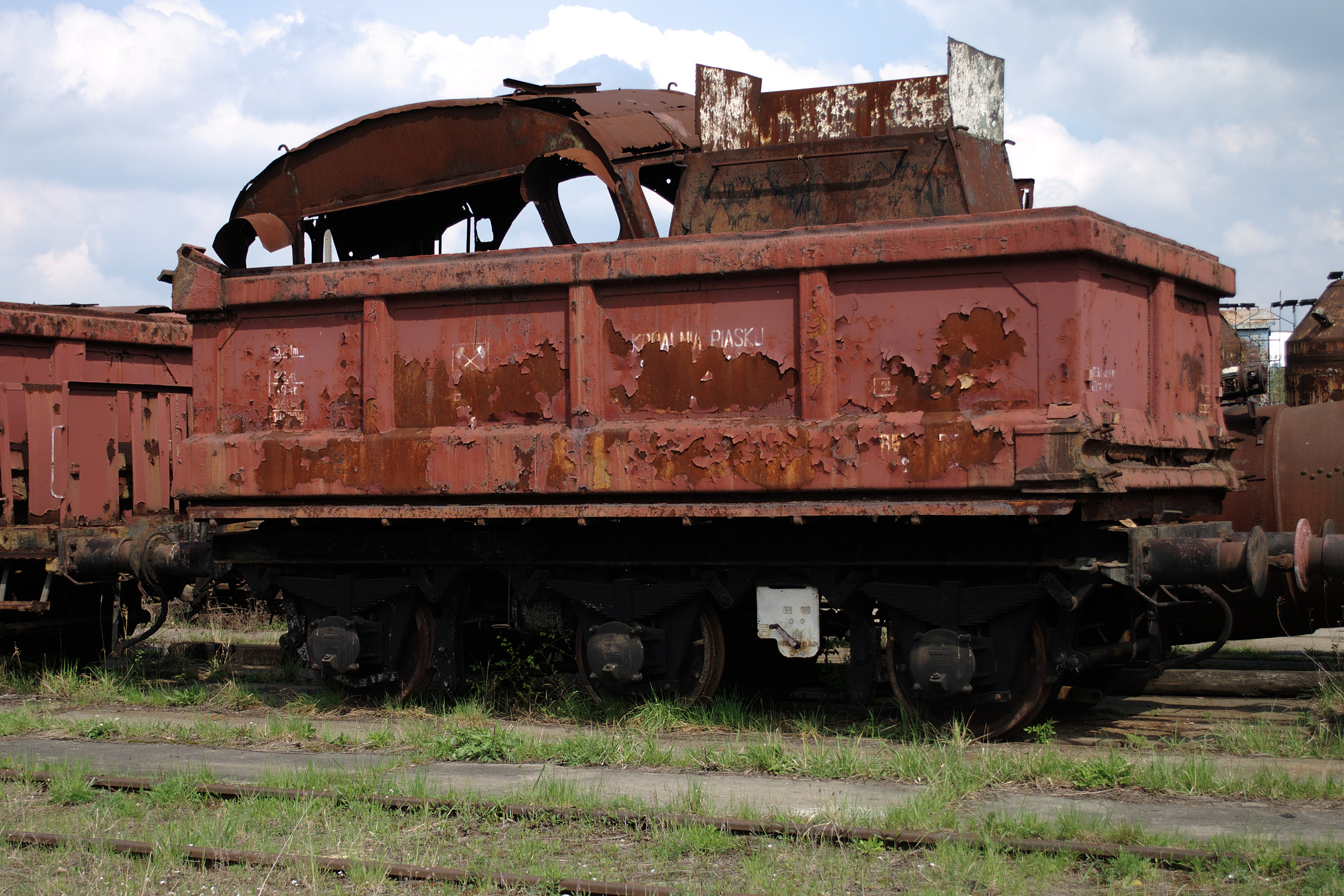
wagony piaskowe w kolekcji
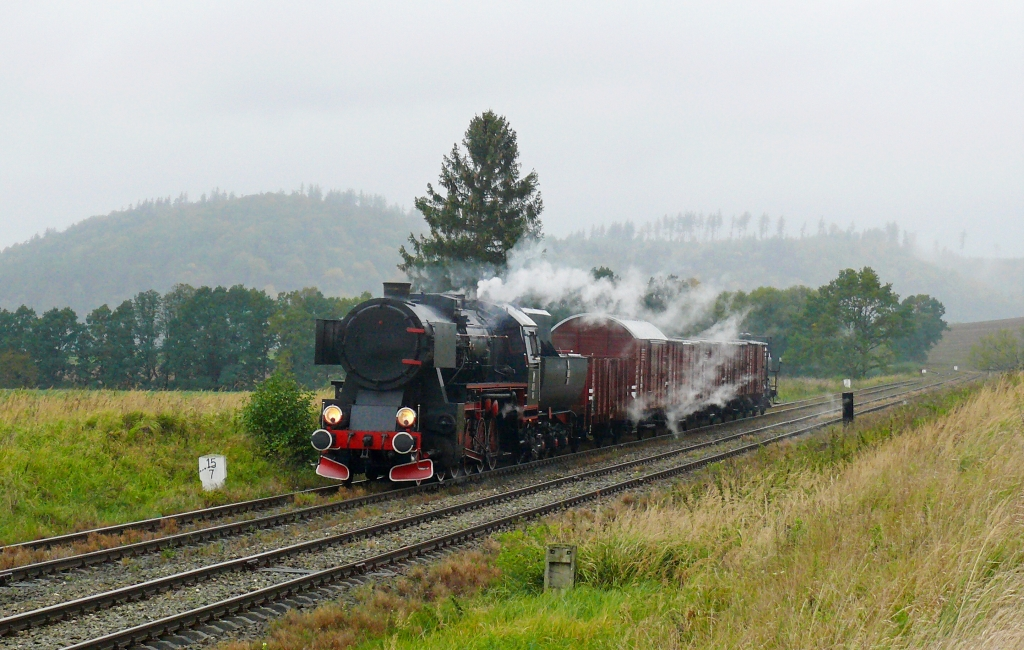
Parowóz towarowy Ty42-24 w drodze na plan filmowy.